# Kostel svatého Jana Křtitele (Čechy pod Kosířem)
Kostel svatého Jana Křtitele je barokní stavba z konce 18. století v obci Čechy pod Kosířem. Společně se sochami sv. Petra a sv. Pavla umístěnými před jeho průčelím je chráněnou kulturní památkou České republiky. 

## Historie
První kostel v obci stál na vyvýšenině nedaleko staré tvrze v zámeckém parku až do 18. století. Svou kapacitou již nepostačoval rostoucímu počtu farníků, a proto bylo v roce 1781 započato se stavbou nového kostela na místě farských mlatů. Stavbu inicioval tehdejší farář Jan Červinka. Autorem projektu byl Jan Petr Ceroni.  Dokončen byl v roce 1794 a zasvěcen sv. Janu Křtiteli. Pod kostelem bývala hrobka šlechtického rodu Silva-Tarouca až do roku 1923, kdy musely být kvůli spodní vodě ostatky zemřelých převezeny do nové hrobky v zámeckém parku. Část vnitřního zařízení byla získána ze zrušeného kláštera sv. Kláry v Olomouci (oltářní obraz, mensa, kazatelna a lavice) a chrámu Matky boží v Olomouci (boční oltáře, lavice). Obrazy pro boční oltáře daroval místní rodák Jan Hunčovský.  V roce 1807 byly ve Vídni zakoupeny nové varhany, které však vydržely jen do roku 1898, kdy byl instalován nový nástroj od firmy Jana Tučka z Kutné Hory.
Věž kostela byla opravena a zvýšena v roce 1876 a v roce 1899 tam byly instalovány nové věžní hodiny. V posledních dvaceti letech 20. století byly postupně provedeny větší opravy: výměna oken a dveří, statické zajištění budovy, omítky, oprava střechy. V roce 1989 byly pořízeny nové hodiny na věž. Vnitřní prostory byly vymalovány a doplněno zařízení do presbytáře. V letech 2001–2010 byla provedena rozsáhlá oprava krovu, instalováno topení a elektrický pohon zvonů. Okolí kostela bylo odvodněno a upraveno.

## Popis

### Exteriér
Kostel je jednolodní orientovaná stavba s půlkruhovým presbytářem. Je 38 metrů dlouhý, 16 metrů široký a 20 m vysoký. Po stranách kněžiště jsou obdélné jednopatrové přístavky s pultovou střechou. Boční fasáda lodi je členěna lizénovým rámem a prolomena obdélnými, segmentově zaklenutými okny.
Nad průčelím se tyčí čtyřboká věž s kruhovým hodinovým ciferníkem, ukončená profilovanou zalamovanou římsou. Střecha věže má tvar polygonálního jehlanu s makovicí a křížem na vrcholu. Průčelí zdůrazňuje rizalit s velkými pilastry na nárožích, které jsou ukončeny římsovou hlavicí. Uprostřed je hlavní vchod do kostela s kamenným ostěním a nad ním velké okno se šambránou. Rizalit je završen trojúhelníkovým štítem. Nad hlavní profilovanou římsou je atikový nástavec, který nese dekorativní vázy.

### Interiér
Kněžiště je zaklenuto konchou s jedním polem pruské klenby. Od lodi je odděleno půlkruhovým vítězným obloukem. Po obou stranách presbytáře jsou sakristie a nad nimi oratoře. Dlažba je z modrých a bílých kamenů.
Kruchta vestavěná do lodi je konvexně tvarovaná a podklenutá třemi plochými kupolemi (česká placka). Nahoře je lemována ozdobným zábradlím. Varhany v barokním slohu jsou v kuželové soustavě s hracím stolkem o dvou manuálech.
Obraz hlavního oltáře představuje křest Ježíše Krista a je dílem vídeňského malíře F.A.Maulbertsche. Boční oltáře jsou zasvěceny sv. Antonínu Paduánskému a sv. Janu Nepomuckému. Nepodepsaný obraz nad křtitelnicí s námětem Matky Boží a dvou cherubínů je připisován Josefu Mánesovi. Obraz sv. Leopolda pod kůrem maloval hrabě August Silva-Tarouca.

### Sochy před kostelem
Autorem dvou barokních soch před vchodem do kostela je olomoucký sochař Ondřej Zahner. Pocházejí ze třicátých let 18. století a patří mezi chráněné kulturní památky. Stojí na vysokých kamenných podstavcích, které byly zhotoveny v roce 1985. Při pohledu zepředu stojí napravo od kostelních dveří sv. Pavel s knihou v ruce a vlevo sv. Petr s klíči a knihou. Značně poškozené sochy byly restaurovány v roce 2015.
Misijní kříž s pozlacenou sochou Ježíše Krista je z roku 1854 a dal jej zhotovit hrabě August Alexandr Silva-Tarouca.